# Chipa
La chipa (du guarani : chipá) est un aliment dont la préparation la plus traditionnelle est à base de fécule de manioc et de fromage à pâte mi-dure. Il s'agit d'un héritage de la cuisine métisse carioguarani-espagnole, et il est traditionnel dans la cuisine paraguayenne, du nord-est de l'Argentine,, et du sud-ouest du Brésil. Le terme chipa fait référence de manière apocryphe à la chipa almidón, la variété la plus connue, mais le mot désigne également toutes les garnitures à base de maïs et d'amidon qui ont pris forme au fil des siècles, depuis sa version primitive (le mbuyapé) jusqu'aux variétés actuellement enregistrées, fruit de la transculturation guarano-espagnole, ajoutées à la cuisine moderne. Par conséquent, il existe environ 70 variétés identifiées de ce que l'on peut appeler la « famille des chipas » dans la gastronomie populaire paraguayenne.
Depuis 2015, la journée nationale de la Chipa au Paraguay est commémorée tous les 9 août. 